# Косенко Оксана Олександрівна
Оксана Олександрівна Косенко (1914 — ?) — українська радянська діячка, лікар, завідувач гінекологічного відділення 1-ї Білоцерківської міської лікарні Київської області. Депутат Верховної Ради УРСР 3-го скликання.

## Біографія
Освіта вища медична. У 1942 році закінчила Свердловський медичний інститут.
У вересні 1942 року добровільно пішла працювати лікарем сортувально-евакуаційного відділення військового госпіталю Червоної армії, учасниця німецько-радянської війни. Пройшла фронтовими дорогами від Сталінграда до Будапешта.
Після демобілізації — лікар-ординатор 1-ї Білоцерківської міської лікарні Київської області.
На 1951 рік — завідувач гінекологічного відділення 1-ї Білоцерківської міської лікарні Київської області.
Обиралася депутатом Білоцерківської міської ради депутатів трудящих Київської області.

## Нагороди
- ордени
- медаль «За бойові заслуги» (9.03.1943)
- медалі